# Macrocondyla haywardi
Macrocondyla haywardi är en tvåvingeart som beskrevs av Edwards 1934. Macrocondyla haywardi ingår i släktet Macrocondyla och familjen svävflugor. Inga underarter finns listade i Catalogue of Life.